# Josef Beránek (1969)
Josef Beránek (* 25. října 1969, Litvínov) je český hokejový trenér a bývalý profesionální hokejový útočník. Od roku 2014 je asistentem trenéra v týmu HC Slavia Praha. Je členem Klubu hokejových střelců deníku Sport.

## Kariéra
Josef Beránek má za sebou téměř dvacetiletou kariéru ve vrcholovém hokeji, kterou strávil střídavě v české extralize (HC Chemopetrol, HC Vsetín, HC Slavia Praha) a v severoamerické NHL (Edmonton Oilers, Philadelphia Flyers, Vancouver Canucks, Pittsburgh Penguins). Od roku 2001 byl klíčovým hráčem pražské Slavie, kterou mimo jiné dovedl jako kapitán k ligovému titulu. Do NHL vlétl 6. října 1991 proti Los Angeles Kings a hned si připsal první gól i asistenci. Dne 16. ledna 1993 byl vyměněn spolu s Gregem Hawgoodem za Briana Benninga do Philadelphia Flyers. Do Pittsburgh Penguins se poprvé dostal 18. března 1997 za vyrovnání v budoucnu. Dne 15. února 1995 byl vyměněn do Vancouver Canucks za Shawna Antoski. Do Edmonton Oilers se vrátil 16. června 1998. Podruhé byl do Pittsburgh Penguins vyměněn 14. března 2000 za Germana Titova.
Po ukončení aktivní hráčské kariéry (14. dubna 2010) se vydal na dráhu trenéra, stal se asistentem trenéra Vladimíra Růžičky v mužstvu HC Slavia Praha. V ročníku 2013/2014 se přesunul do funkce hlavního trenéra mladšímu dorostu Slavie, po ukončení této sezóny se vrátil k A-týmu jako asistent trenéra Ladislava Lubiny. Ve funkci asistenta měl skončit 5. prosince 2014, kdy byl společně s trenérem Ladislavem Lubinou odvolán po sérii šesti proher v řadě, během nichž se tým propadl na poslední místo tabulky. Vedení Slavie nakonec jmenovalo přechodným trenérem Petra Nováka a Josef Beránek mu ve dvou utkáních sekundoval. Beránek nakonec u týmu zůstal i poté, co se mužstva ujal slovenský trenér Dušan Gregor. Oba muži se znali ze své hráčské kariéry a Gregor si tak Beránka zvolil za svého asistenta.

## Ocenění a úspěchy
- 1989 MSJ – Nejlepší nahrávač
- 2004 ČHL – Nejlepší nahrávač
- 2004 ČHL – Nejproduktivnější hráč
- 2004 ČHL – Nejlepší nahrávač v playoff
- 2004 ČHL – Nejproduktivnější hráč v playoff
- 2006 ČHL – Nejlepší nahrávač

## Prvenství
- Debut v NHL – 6. října 1991 (Edmonton Oilers proti Los Angeles Kings)
- První gól v NHL – 6. října 1991 (Edmonton Oilers proti Los Angeles Kings brankáři Kelly Hrudey)
- První asistence v NHL – 20. října 1991 (New York Rangers proti Edmonton Oilers)
- První hattrick v NHL – 2. února 1995 (Philadelphia Flyers proti New York Islanders)

## Klubové statistiky
| Sezóna       | Klub                | Soutěž       |     | Základní část | Základní část | Základní část | Základní část | Základní část |   | Play off | Play off | Play off | Play off | Play off |
| Sezóna       | Klub                | Soutěž       | Z   | G             | A             | B             | TM            | Z             | G | A        | B        | TM       |          |          |
| 1988–89      | TJ CHZ Litvínov     | ČSHL         | 32  | 18            | 10            | 28            | 47            | —             | — | —        | —        | —        |          |          |
| 1989–90      | ASVŠ Dukla Trenčín  | ČSHL         | 49  | 16            | 21            | 37            | 0             | —             | — | —        | —        | —        |          |          |
| 1990–91      | TJ CHZ Litvínov     | ČSHL         | 50  | 27            | 27            | 54            | 98            | —             | — | —        | —        | —        |          |          |
| 1991–92      | Edmonton Oilers     | NHL          | 58  | 12            | 16            | 28            | 18            | 12            | 2 | 1        | 3        | 0        |          |          |
| 1992–93      | Cape Breton Oilers  | AHL          | 6   | 1             | 2             | 3             | 8             | —             | — | —        | —        | —        |          |          |
| 1992–93      | Edmonton Oilers     | NHL          | 26  | 2             | 6             | 8             | 28            | —             | — | —        | —        | —        |          |          |
| 1992–93      | Philadelphia Flyers | NHL          | 40  | 13            | 12            | 25            | 50            | —             | — | —        | —        | —        |          |          |
| 1993–94      | Philadelphia Flyers | NHL          | 80  | 28            | 21            | 49            | 85            | —             | — | —        | —        | —        |          |          |
| 1994–95      | HC Dadák Vsetín     | ČHL          | 16  | 7             | 7             | 15            | 0             | —             | — | —        | —        | —        |          |          |
| 1994–95      | Philadelphia Flyers | NHL          | 14  | 5             | 5             | 10            | 2             | —             | — | —        | —        | —        |          |          |
| 1994–95      | Vancouver Canucks   | NHL          | 37  | 8             | 13            | 21            | 28            | 11            | 1 | 1        | 2        | 12       |          |          |
| 1995–96      | Vancouver Canucks   | NHL          | 61  | 6             | 14            | 20            | 60            | 3             | 2 | 1        | 3        | 0        |          |          |
| 1996–97      | HC Petra Vsetín     | ČHL          | 39  | 19            | 24            | 43            | 115           | 3             | 3 | 2        | 5        | 4        |          |          |
| 1996–97      | Pittsburgh Penguins | NHL          | 8   | 3             | 1             | 4             | 4             | 5             | 0 | 0        | 0        | 2        |          |          |
| 1997–98      | HC Petra Vsetín     | ČHL          | 45  | 24            | 27            | 51            | 92            | 10            | 2 | 8        | 10       | 14       |          |          |
| 1998–99      | Edmonton Oilers     | NHL          | 66  | 19            | 30            | 49            | 23            | 2             | 0 | 0        | 0        | 4        |          |          |
| 1999–00      | Edmonton Oilers     | NHL          | 58  | 9             | 8             | 17            | 39            | —             | — | —        | —        | —        |          |          |
| 1999–00      | Pittsburgh Penguins | NHL          | 13  | 4             | 4             | 8             | 18            | 11            | 0 | 3        | 3        | 4        |          |          |
| 2000–01      | Pittsburgh Penguins | NHL          | 70  | 9             | 14            | 23            | 43            | 13            | 0 | 2        | 2        | 2        |          |          |
| 2001–02      | HC Slavia Praha     | ČHL          | 36  | 13            | 20            | 33            | 71            | 9             | 1 | 2        | 3        | 6        |          |          |
| 2002–03      | HC Slavia Praha     | ČHL          | 46  | 10            | 21            | 31            | 38            | 17            | 2 | 7        | 9        | 28       |          |          |
| 2003–04      | HC Slavia Praha     | ČHL          | 51  | 16            | 47            | 63            | 93            | 19            | 7 | 11       | 18       | 30       |          |          |
| 2004–05      | HC Slavia Praha     | ČHL          | 37  | 8             | 17            | 25            | 65            | 7             | 1 | 2        | 3        | 4        |          |          |
| 2005–06      | HC Slavia Praha     | ČHL          | 50  | 14            | 38            | 52            | 101           | 15            | 1 | 8        | 9        | 28       |          |          |
| 2006–07      | HC Slavia Praha     | ČHL          | 52  | 19            | 20            | 39            | 44            | 6             | 2 | 0        | 2        | 6        |          |          |
| 2007–08      | HC Slavia Praha     | ČHL          | 50  | 15            | 15            | 30            | 42            | 12            | 1 | 0        | 1        | 6        |          |          |
| 2008–09      | HC Slavia Praha     | ČHL          | 50  | 15            | 27            | 42            | 36            | 18            | 4 | 7        | 11       | 14       |          |          |
| 2009–10      | HC Slavia Praha     | ČHL          | 39  | 6             | 12            | 18            | 6             | —             | — | —        | —        | —        |          |          |
| Celkem v NHL | Celkem v NHL        | Celkem v NHL | 531 | 118           | 144           | 262           | 398           | 57            | 5 | 8        | 13       | 24       |          |          |

## Reprezentace
| Rok                       | Tým                       | Soutěž                    | Z  | G | A  | B  | TM |
| ------------------------- | ------------------------- | ------------------------- | -- | - | -- | -- | -- |
| 1989                      | Československo 20         | MSJ                       | 7  | 4 | 9  | 13 | 6  |
| 1991                      | Československo            | MS                        | 8  | 2 | 2  | 4  | 6  |
| 1991                      | Československo            | KP                        | 5  | 1 | 1  | 2  | 4  |
| 1993                      | Česko                     | MS                        | 8  | 3 | 3  | 6  | 22 |
| 1994                      | Česko                     | MS                        | 6  | 1 | 2  | 3  | 0  |
| 1996                      | Česko                     | SP                        | 3  | 0 | 0  | 0  | 4  |
| 1998                      | Česko                     | OH                        | 6  | 1 | 0  | 1  | 4  |
| 1998                      | Česko                     | MS                        | 9  | 0 | 3  | 3  | 12 |
| 2004                      | Česko                     | MS                        | 7  | 2 | 2  | 4  | 4  |
| Mistrovství světa 5×      | Mistrovství světa 5×      | Mistrovství světa 5×      | 38 | 8 | 12 | 20 | 44 |
| Olympijské hry 1×         | Olympijské hry 1×         | Olympijské hry 1×         | 6  | 1 | 0  | 1  | 4  |
| Kanadský/Světový pohár 2× | Kanadský/Světový pohár 2× | Kanadský/Světový pohár 2× | 8  | 1 | 1  | 2  | 8  |